# Jürgen Schüssler

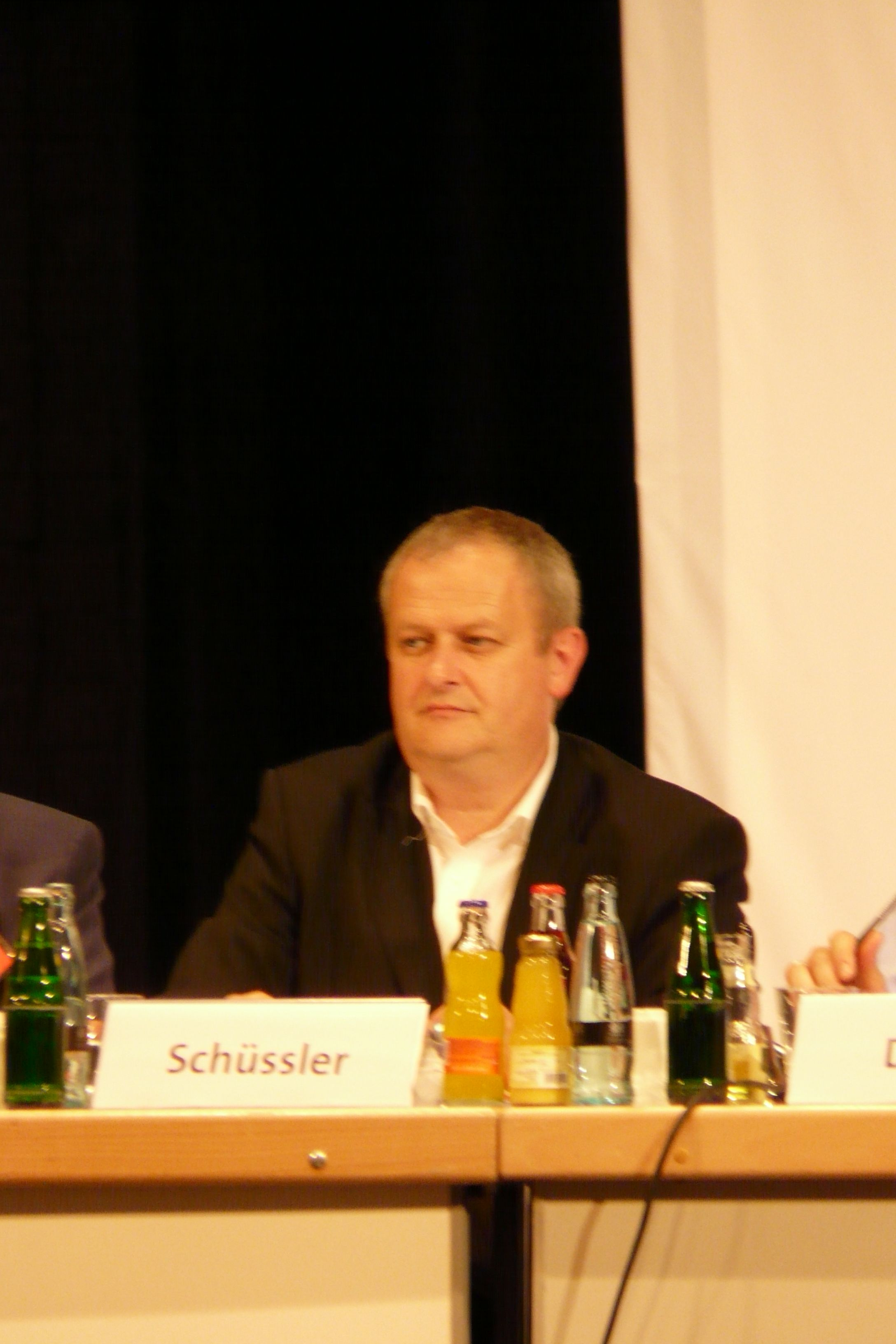
Jürgen Schüssler MdHB, 2008

Jürgen Schüssler (* 1960 in Völklingen) ist ein deutscher Politiker der SPD und war Mitglied der Hamburgischen Bürgerschaft.

## Leben
Jürgen Schüssler erhielt 1982 seinen Gesellenbrief im Gebäudereinigerhandwerk und 1987 seinen Kaufmannsgehilfenbrief als Industriekaufmann. Es folgte 1989 Abitur am Abendgymnasium „Abendschule vor dem Holstentor“. 1998 absolvierte er sein Erstes Staatsexamen in den Fächern Physik, Mathematik und Erziehungswissenschaften an der Universität Hamburg. Seit 1998 ist er Geschäftsführer eines mittelständischen Software-Herstellers. 
Er ist verheiratet und hat drei Kinder.

## Politik
Schüssler trat 1984 in die SPD ein und übte seitdem verschiedenste Funktionen in der Partei in Hamburg aus. Von 1993 bis 2001 war er Abgeordneter der Bezirksversammlung in Hamburg-Mitte. Es folgte von 2004 bis 2007 eine Deputation in der Innenbehörde.
Ab dem 10. Oktober 2007 war er Mitglied der Hamburgischen Bürgerschaft, der er bis März 2008 angehörte. Er rückte vier Monate vor der nächsten Bürgerschaftswahl für die aus beruflichen Gründen ausgeschiedene Andrea Hilgers nach. Im Parlament saß er für seine Fraktion im Familien-, Kinder- und Jugendausschuss sowie im Haushaltsausschuss.